# بیرزویل (پنسیلوانیا)
بیرزویل (به انگلیسی: Beersville) یک منطقهٔ مسکونی در ایالات متحده آمریکا است که در شهر مور واقع شده‌است. بیرزویل ۱۶۰٫۰۲ متر بالاتر از سطح دریا واقع شده‌است.